# 八幡山1号墳
八幡山1号墳（はちまんやまいちごうふん、八幡山第1号古墳）は、広島県三次市吉舎町敷地にある古墳。形状は帆立貝形古墳。八幡山古墳群を構成する古墳の1つ。三次市指定史跡に指定されている（指定名称は「八幡山第1号古墳」）。

## 概要
広島県北部、馬洗川と矢井川に挟まれた丘陵上に築造された古墳である。1908年（明治41年）に盗掘されて副葬品が出土しているほか、1979年（昭和54年）に測量調査が実施されている。
墳形は、前方部（方形部）が短小な帆立貝形の前方後円形で、方形部を北方向に向ける。墳丘外表では、川原石が認められ葺石の存在が推測されるが、埴輪は確認されていない。また墳丘周囲には幅約5-10メートルの周溝が巡らされる。埋葬施設は明らかでなく、当時に近い報告では箱式石棺というが、実際には小型の竪穴式石室（竪穴式石槨）と推測される。明治41年の盗掘では、副葬品として銅鏡1・鉄刀3・鉄剣2・甲冑類が出土したという（現在は所在不明）。
築造時期は、古墳時代中期の5世紀前半頃と推定される。八幡山1号墳の位置する地域は三次盆地の東南端であり、瀬戸内海への芦田川と日本海への江の川水系を結ぶ交通上要衝に立地する。三次盆地は帆立貝形古墳が集中する地域として知られており、最大規模の糸井大塚古墳は未調査であるが、三玉大塚古墳や酒屋高塚古墳には渡来系石室の要素が認められるほか、三玉大塚古墳や八幡山1号墳などでは鉄製武器・甲冑が出土していることから、軍事的性格とともに畿内ヤマト王権・朝鮮半島とのつながりを持った被葬者像が示唆される。
古墳域は1981年（昭和56年）に旧吉舎町指定史跡（現在は三次市指定史跡）に指定されている。

## 遺跡歴
- 1908年（明治41年）、盗掘。副葬品出土（現在は所在不明）[1]。
- 1926年（昭和元年）、後藤守一が出土鏡について報告（文献上初見）[3]。
- 1979年（昭和54年）、測量調査（広島大学考古学研究室、1979年に報告）。
- 1981年（昭和56年）3月27日、旧吉舎町指定史跡に指定（現在は三次市指定史跡）。

## 墳丘
墳丘の規模は次の通り。
- 墳丘長：約45メートル
- 後円部（円丘部）
  - 直径：約40メートル
  - 高さ：約6メートル
- 前方部（方形部）
  - 長さ：約5メートル
  - 幅：10メートル
  - 高さ：1.5メートル

## 文化財

### 三次市指定文化財
- 史跡
  - 八幡山第1号古墳 - 1981年（昭和56年）3月27日指定。

## 関連文献
（記事執筆に使用していない関連文献）
- 『広島県双三郡三次市史料総覧』第一篇、広島県双三郡三次市史料総覧刊行会、1956年。
- 高田明人・山崎やよい「おむすびと豆たたき -双三郡吉舎町八幡山古墳測量雑感-」『続トレンチ』第3巻第1号、広島大学文学部考古学研究室続トレンチ編集委員会、1979年。